# Clathroneuria westcotti
Clathroneuria westcotti is een insect uit de familie van de mierenleeuwen (Myrmeleontidae), die tot de orde netvleugeligen (Neuroptera) behoort. 
Clathroneuria westcotti is voor het eerst wetenschappelijk beschreven door Stange in 1970.